# Wierzchucin Królewski (gmina)
Wierzchucin Królewski – dawna gmina wiejska  istniejąca w latach 1934–1954 w woj. poznańskim/pomorskim/bydgoskim (dzisiejsze woj. kujawsko-pomorskie). Siedzibą władz gminy był Wierzchucin Królewski.
Gmina zbiorowa Wierzchucin Królewski została utworzona 1 sierpnia 1934 roku w powiecie bydgoskim w woj. poznańskim z dotychczasowych jednostkowych gmin wiejskich: Byszewa, Huta, Krąpiewo, Łąsko Małe, Łąsko Wielkie, Łukowiec, Murucin, Osiek, Popielewo, Wierzchucin Królewski i Wiskitno (oraz z obszarów dworskich położonych na tych terenach lecz nie wchodzących w skład gmin). 1 kwietnia 1938 gmina Wierzchucin Królewski wraz z całym powiatem bydgoskim została przyłączona do woj. pomorskiego. 
Po wojnie gmina zachowała przynależność administracyjną. 6 lipca 1950 roku zmieniono nazwę woj. pomorskiego na bydgoskie.  Według stanu z dnia 1 lipca 1952 roku gmina składała się z 9 gromad: Byszewa, Huta, Krąpiewo, Łąsko Małe, Łąsko Wielkie, Łukowiec, Murucin, Osiek, Popielewo, Wierzchucin Królewski i Wiskitno.
Gmina została zniesiona 29 września 1954 roku wraz z reformą wprowadzającą gromady w miejsce gmin. Jednostki nie przywrócono 1 stycznia 1973 roku po reaktywowaniu gmin.